# Junea dorinde
Junea dorinde är en fjärilsart som beskrevs av Felder 1862. Junea dorinde ingår i släktet Junea och familjen praktfjärilar. Inga underarter finns listade i Catalogue of Life.